# Região Geográfica Imediata de Lins
A Região Geográfica Imediata de Lins é uma das 53 regiões imediatas do estado brasileiro de São Paulo, uma das quatro regiões imediatas que compõem a Região Geográfica Intermediária de Bauru e uma das 509 regiões imediatas no Brasil, criadas pelo IBGE em 2017.
É composta por 8 municípios, tendo uma população estimada pelo IBGE para 1.º de julho de 2017, de 162 949 habitantes e uma área total de 3 644,023 km².

## Municípios
Fonte: IBGE – Cidades
| Município  | População Estimada (2017) | Área (km²) |
| ---------- | ------------------------- | ---------- |
| Cafelândia | 17 645                    | 920.28     |
| Guaiçara   | 11 869                    | 277.154    |
| Guarantã   | 6 672                     | 461.746    |
| Lins       | 77 021                    | 570.058    |
| Pongaí     | 3 480                     | 183.399    |
| Promissão  | 39 506                    | 779.2      |
| Sabino     | 5 549                     | 305.285    |
| Uru        | 1 207                     | 146.901    |
| Total      | 162 949                   | 920,28     |